# Chiesa dei Santi Pietro e Paolo (Bossico)
La chiesa dei Santi Pietro e Paolo è la parrocchiale di Bossico, in provincia e diocesi di Bergamo; fa parte del vicariato di Solto-Sovere.

## Storia
L'edificio venne costruito presumibilmente alla fine del XV o all'inizio del XVI secolo, visto che la prima citazione che ne certifica l'esistenza risale al 1520 ed è contenuta in un atto in cui la chiesa è già definita come parrocchiale.
La struttura venne ampliata nel Seicento e consacrata nel 1672 dal vescovo di Brescia; nel XVIII secolo la chiesa fu dotata di nuovi altari e delle balaustre.
Nel 1940 Giovanni Manzoni eseguì le decorazioni dell'interno e nel settembre del 1954 la parrocchiale fu riconsacrata; l'edificio, restaurato nel 1965, nella seconda metà di quel decennio venne adeguato alle norme postconciliari.
Il 9 giugno 2024 la parrocchia di Bossico fu staccata dalla diocesi di Brescia, alla quale apparteneva fin dalla sua erezione, ed aggregata alla diocesi di Bergamo.

## Descrizione

### Esterno
La facciata a capanna della chiesa, rivolta a nordovest e anticipata dal protiro caratterizzato da colonne sorreggenti archi a tutto sesto, presenta al centro il portale d'ingresso, sormontato da un timpano triangolare spezzato, e sopra una finestra ed è abbellita da due cornici angolari sorreggenti il frontone.
Annesso alla parrocchiale è il campanile a base quadrata, la cui cella presenta su ogni lato una monofora ed è coperta dal tetto a quattro falde.

### Interno
L'interno dell'edificio si compone di un'unica navata, sulla quale si affacciano le cappellette laterali e le cui pareti sono scandite da lesene sorreggenti il cornicione sopra il quale si imposta la volta a botte; al termine dell'aula si sviluppa il presbiterio, rialzato di alcuni gradini e chiuso dall'abside semicircolare.
Qui sono conservate diverse opere di pregio, tra le quali le tele eseguite da Palma il Vecchio e da Giambettino Cignaroli e un affresco realizzato dalla scuola di Giovanni Bellini Le opere sono inserite in ancone lignee, almeno quattro, realizzate dagli artisti della bottega fantoniana di Rovetta. L'archivio parrocchiale conserva documenti e pagamenti a conferma delle numerose opere che i Fantoni hanno realizzato per la chiesa.